# Стивенс, Бернард
Бе́рнард (Джордж) Сти́венс (англ. Bernard (George) Stevens; 2 марта 1916, Лондон, Англия, Великобритания — 6 января 1983, Колчестер, Эссекс, Англия, Великобритания) — британский композитор и педагог.

## Биография
Начал обучение музыке в Кембриджском университете у Эдуарда Дента, Гарольда Самуэля и Сирила Рутема, продолжив занятия в Королевском колледже музыки у Реджинальда Морриса, Артура Бенджамина, Гордона Джекоба и Константа Ламберта. С 1946 года — вице-президент Рабочей Музыкальной Ассоциации. В 1948 году становится профессором композиции в Королевском музыкальном колледже в Лондоне. Среди учеников: Кит Бёрстейн, Майкл Финнисси, Хью Дэвидсон и другие. Писал музыку к кино.

## Сочинения
- опера «Мимоза» / Mimosa (на либретто Монтегю Слейтора, 1950)
- опера «Тень Глена» / The Shadow of the Glen (на либретто Джона Синга, 1978)
- симфония № 1 «Симфония освобождения» (1945)
- симфония № 2 (1964)
- концерт для скрипки с оркестром (1943)
- концерт для виолончели с оркестром (1952)
- концерт для фортепиано с оркестром (1955, 2-я редакция 1981)
- увертюра «Восток и Запад» для духового оркестра / East and West (1950)
- «Танцевальная сюита» / Dance Suite (1957)
- кантата «Et Resurrexit» для солистов, хора и струнного оркестра (1969)